# Municipio de Eskilstuna
Eskilstuna (en sueco: Eskilstuna kommun) es un municipio en la provincia de Södermanland, al sureste de Suecia. Su sede se encuentra en la ciudad de Eskilstuna. El municipio actual se formó en 1971 por la fusión de las ciudades de Eskilstuna y Torshälla con cinco municipios rurales adyacentes.

## Localidades
Hay 14 áreas urbanas (tätort) en el municipio:
| #  | Tätort                     | Población |
| -- | -------------------------- | --------- |
| 1  | Eskilstuna                 | 69 816    |
| 2  | Hällbybrunn                | 3288      |
| 3  | Torshälla                  | 9275      |
| 4  | Skiftinge                  | 5104      |
| 5  | Ärla                       | 1286      |
| 6  | Kjulaås                    | 956       |
| 7  | Sundbyholm                 | 927       |
| 8  | Hållsta                    | 877       |
| 9  | Hällberga                  | 607       |
| 10 | Kullersta, Kolsta y Hensta | 416       |
| 11 | Alberga                    | 406       |
| 12 | Tumbo                      | 350       |
| 13 | Udden                      | 326       |
| 14 | Bälgviken                  | 222       |

## Ciudades hermanas
Eskilstuna está hermanado o tiene tratado de cooperación con:
| - Bridgeton, Estados Unidos - Erlangen, Alemania - Esbjerg, Dinamarca - Fjarðabyggð, Islandia - Gátchina, Rusia - Haapsalu, Estonia - Jūrmala, Letonia | - Jyväskylä, Finlandia - Linyi, China - Luton, Reino Unido - Lviv, Ucrania - Stavanger, Norway - Usangi, Tanzania - Mysore, India |